# Черепаха облямована
Черепаха облямована (Testudo marginata) — вид черепах з роду Європейські сухопутні черепахи родини Суходільні черепахи. Має 2 підвиди.

## Опис
Загальна довжина досягає 34—35 см. Жива вага коливається від 3 до 5 кг. Спостерігається статевий диморфізм: самці значно більші та важчі за самиць. Карапакс дуже опуклий та масивний. Задні крайові щитки сильно розширені й спрямовані майже горизонтально назад, утворюючи зубчатий край, який нагадує облямівку. Звідси походить назва цієї черепахи. Пластрон у самців більш вгнутий, а у самиць — опуклий. Лапи масивні. Хвіст у самиць товщий ніж у самців.
Забарвлення зверху чорне з жовтими плямами у середині щитків. Пластрон має жовтуватий колір.

## Спосіб життя
Полюбляє сухі схили передгір'їв, місцини, що густо порослі чагарником, рясною рослинністю. активна вдень. Харчується рослинною їжею, фруктами, особливо охоче поїдає інжир. На своїй ділянці кожна осіб протоптує постійні стежки, по яких здійснює щоденні обходи.
Самиця відкладає у ямку до 15—18 яєць, які засипає зверху ґрунтом. Інкубаційний період триває від 60 до 100 діб. За сезон буває до 3 кладок.

## Поширення
Мешкає на півдні Греції та Албанії. Цю черепаху було завезено до Сардинії й Тоскани, де вона чудово пристосувалася до нової місцевості. Наразі робляться спроби розповсюдити її на сході Туреччини.

## Підвиди
- Testudo marginata marginata
- Testudo marginata sarda